# فورت راک (اورگن)
فورت راک (به انگلیسی: Fort Rock) یک منطقهٔ مسکونی در ایالات متحده آمریکا است که در شهرستان لیک، اورگن واقع شده‌است. فورت راک ۱٬۳۲۰٫۱ متر بالاتر از سطح دریا واقع شده‌است.